# 1998년 동계 올림픽 메달 집계
1998년 동계 올림픽 메달 집계는 1998년 동계 올림픽에서 획득한 메달 순으로 매긴 각국의 올림픽 위원회들의 목록이다.

## 메달 집계

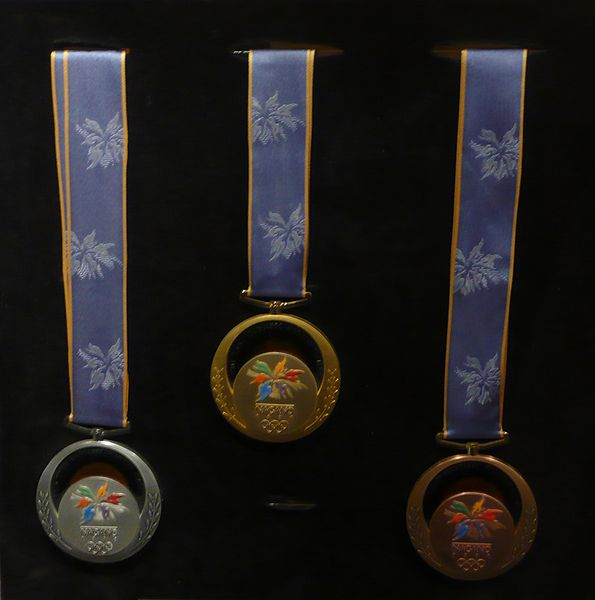
1998년 동계 올림픽 금, 은, 동메달

다음은 국제 올림픽 위원회에서 제공하는 정보를 토대로 한 표로, 금메달 · 은메달 · 동메달의 수 순서로 랭킹을 매긴다. 금은동의 수가 모두 동률일 경우, 같은 순위가 되고 IOC 국가 부호의 알파벳 순으로 목록에 표시한다.
주최국인 일본은 연보라색으로 표시되어 있다.
| 순위 | 국가                 | 금메달 | 은메달 | 동메달 | 합계 |
| ---- | -------------------- | ------ | ------ | ------ | ---- |
| 1    | 독일 (GER)           | 12     | 9      | 8      | 29   |
| 2    | 노르웨이 (NOR)       | 10     | 10     | 5      | 25   |
| 3    | 러시아 (RUS)         | 9      | 6      | 3      | 18   |
| 4    | 캐나다 (CAN)         | 6      | 5      | 4      | 15   |
| 5    | 미국 (USA)           | 6      | 3      | 4      | 13   |
| 6    | 네덜란드 (NED)       | 5      | 4      | 2      | 11   |
| 7    | 일본 (JPN)           | 5      | 1      | 4      | 10   |
| 8    | 오스트리아 (AUT)     | 3      | 5      | 9      | 17   |
| 9    | 대한민국 (KOR)       | 3      | 1      | 2      | 6    |
| 10   | 이탈리아 (ITA)       | 2      | 6      | 2      | 10   |
| 11   | 핀란드 (FIN)         | 2      | 4      | 6      | 12   |
| 12   | 스위스 (SUI)         | 2      | 2      | 3      | 7    |
| 13   | 프랑스 (FRA)         | 2      | 1      | 5      | 8    |
| 14   | 체코 (CZE)           | 1      | 1      | 1      | 3    |
| 15   | 불가리아 (BUL)       | 1      |        |        | 1    |
| 16   | 중화인민공화국 (CHN) |        | 6      | 2      | 8    |
| 17   | 스웨덴 (SWE)         |        | 2      | 1      | 3    |
| 18   | 덴마크 (DEN)         |        | 1      |        | 1    |
| 18   | 우크라이나 (UKR)     |        | 1      |        | 1    |
| 20   | 벨라루스 (BLR)       |        |        | 2      | 2    |
| 20   | 카자흐스탄 (KAZ)     |        |        | 2      | 2    |
| 22   | 오스트레일리아 (AUS) |        |        | 1      | 1    |
| 22   | 벨기에 (BEL)         |        |        | 1      | 1    |
| 22   | 영국 (GBR)           |        |        | 1      | 1    |
| 합계 | 합계                 | 69     | 68     | 68     | 205  |

## 같이 보기
- 1998년 동계 패럴림픽 메달 집계